# Волиця (Томашовський повіт)
Волиця (пол. Wolica) — село в Польщі, у гміні Желехлінек Томашовського повіту Лодзинського воєводства.
Населення — 30 осіб (2011).
У 1975-1998 роках село належало до Пйотрковського воєводства.

## Демографія
Демографічна структура станом на 31 березня 2011 року:
|          | Загалом | Допрацездатний вік | Працездатний вік | Постпрацездатний вік |
| -------- | ------- | ------------------ | ---------------- | -------------------- |
| Чоловіки | 14      | 3                  | 9                | 2                    |
| Жінки    | 16      | 3                  | 7                | 6                    |
| Разом    | 30      | 6                  | 16               | 8                    |